# 李峘 (唐朝)
李峘（?—763年），唐朝宗室，唐太宗的玄孙，吴王李恪的曾孙，李琨的孙子，信安郡王李祎的长子。
史书未记载生年。李峘性格质厚，做官有美名，以王孙封为赵国公。杨国忠乱政，排斥不附从自己的人。李峘由考功郎中拜睢阳郡太守，以清简为太守之最。唐玄宗入蜀，李峘入行在，为武部侍郎，兼御史大夫。拜蜀郡太守、剑南节度采访使。郭千仞反，李峘和陈玄礼一起讨平，以功加金紫光禄大夫。太上皇唐玄宗还京，改任户部尚书，改越国公。乾元元年（758年），持节都统江淮节度宣慰观察使。都统之号，自李峘开始。次年，宋州刺史刘展有野心，朝廷命刘展为淮南节度使，密诏李峘与扬州长史邓景山对付他。当时刘展强横跋扈，刘展既受诏，即率兵度淮河，李峘、邓景山抵御，在寿春战败，李峘逃到丹阳。贬为袁州司马，在官任去世，追赠扬州大都督。

## 传記資料
- 《旧唐書》卷六十四·列传第十四·吴王恪传
- 《新唐書》卷七十九·列传第四·吴王恪传